# 周之虎
周之虎（1958年4月—），男，中共党员，中华人民共和国教育工作者，现任安徽外国语学院院长。

## 生平
1982年7月毕业于安徽师范大学数学系。1983年7月至1986年6月，在内蒙古大学数学系基础数学专业攻读硕士研究生。1986年7月起在安徽建筑工业学院（现安徽建筑大学）工作，历任数学教研室主任、院科研处副处长、院办公室副主任、院计财处处长、管理工程系主任，1993年破格晋升为副教授，1995年破格晋升为教授。2004年2月至2007年8月，任安徽财经大学党委常委、副校长。2006年4月至2007年7月，任蚌埠学院（筹）党委副书记、常务副院长。2007年8月起，任蚌埠学院党委副书记、院长。2014年1月，转任安徽大学党委副书记、安徽大学艺术与传媒学院（现安徽艺术学院）党委书记兼院长。2019年7月，获聘安徽外国语学院院长。
主持省、部级课题4项，国家级教研课题1项，发表学术论文40余篇。教学研究成果获安徽省科技进步三等奖2项、安徽省高校省级优秀科技成果奖三等奖1项、安徽省教学成果二等奖1项。2005年被授予“蚌埠市第二届十佳科技工作者”称号，2007年被授予安徽省教学名师。